# San Miguel (Zamboanga del Sur)
San Miguel ist eine philippinische Stadtgemeinde in der Provinz Zamboanga del Sur. Sie hat 19.205 Einwohner (Zensus 1. August 2015). In der Gemeinde liegen Teile des Naturschutzgebietes Mount Timolan Protected Landscape. 

## Baranggays
San Miguel ist politisch in 18 Baranggays unterteilt.
| - Betinan - Bulawan - Calube - Concepcion - Dao-an - Dumalian - Fatima - Langilan - Lantawan | - Laperian - Libuganan - Limonan - Mati - Ocapan - Poblacion - San Isidro - Sayog - Tapian |